# Eslpeth McGregor
Eslpeth McGregor (1980) es una deportista canadiense que compitió en acuatlón. Ganó una medalla de plata en el Campeonato Mundial de Acuatlón de 2006.

## Palmarés internacional
| Campeonato Mundial | Campeonato Mundial | Campeonato Mundial | Campeonato Mundial |
| Año                | Lugar              | Medalla            | Prueba             |
| ------------------ | ------------------ | ------------------ | ------------------ |
| 2006               | Lausana (Suiza)    | Medalla de plata   | Individual         |